# يوهان كريستيان باخ
يوهان كريستيان باخ (بالإنجليزية: Johann Christian Bach)‏ (ولد 5 سبتمبر، 1735 - توفي. 1 يناير 1782) مؤلف موسيقي ألماني
أكثر مؤلف موسيقي متلون وعالمي من أبناء باخ، كان يطلق عليه اسم «باخ لندن» وكتب أوبرات في ميلان قبل أن ينتقل إلى إنجلترا ويصبح مدرس موسيقى للأسرة الموسيقية. ساعد في ترسيخ العصر الكلاسيكي، جزئيا بموسيقى في الأسلوب الجديد الأخف خاصة سيمفونياته وكونشرتات البيانو - وكذلك لدى الحفلات العامة
التي لاقت نجاحا والتي نظمها مع عازف الهاربسكورد الشهير كارل فريدريش أبيل حيث أبعد التأكيد الموسيقي عن
الكنيسة وأدخله في قاعة الحفلات. بعد التمتع بالشهرة والنجاح المادي والاحترام ضعفت شهرته: فلم تحقق حفلاته المال وتعرض للغش وعانى من مرض طويل في الصدر.

## وصلات خارجية
- يوهان كريستيان باخ على موقع الموسوعة البريطانية (الإنجليزية)
- يوهان كريستيان باخ على موقع ميوزك برينز (الإنجليزية)
- يوهان كريستيان باخ على موقع أول ميوزيك (الإنجليزية)
- يوهان كريستيان باخ على موقع ديسكوغز (الإنجليزية)

1. ↑  DK Eyewitness Companions, Classical Music ISBN 1-4053-0610-6, 142